# Vallis Planck

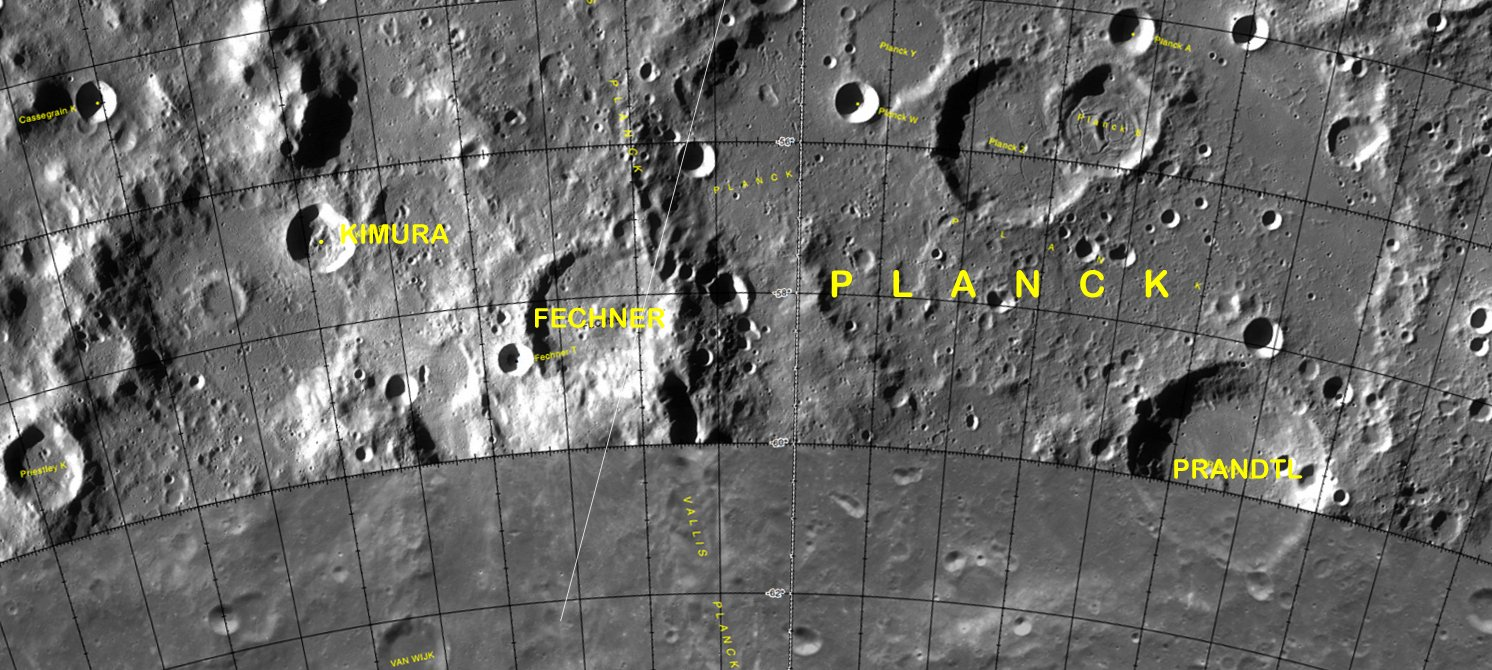
Vallis Planck na zdjęciu z sondy LRO (biegnie z góry na dół przez całą środkową część zdjęcia)

Vallis Planck – dolina księżycowa o długości 451 km, której środek ma współrzędne selenograficzne ☾ 58,4°S 126,1°E/-58,400000 126,100000. Jest ona położona na odwrotnej stronie Księżyca. Dolinę nazwano od sąsiedniego krateru, który z kolei nazwano na cześć niemieckiego fizyka Maksa Plancka. Nazwa została zatwierdzona przez Międzynarodową Unię Astronomiczną w roku 1970.